# جامعة ألتدورف

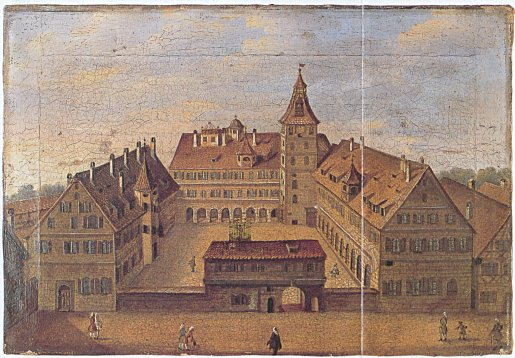
جامعة التدورف 1714

جامعة ألتدورف (بالألمانية: Universität Altdorf)‏ كانت جامعة في آلتدورف باي نورنبرغ ، وهي بلدة صغيرة خارج المدينة الإمبراطورية الحرة في نورمبرغ . تأسست عام 1578 وحصلت على امتيازات جامعية في عام 1622 وأغلقها ماكسيميليان الأول جوزيف من بافاريا عام 1809.
ومن بين الطلاب البارزين:
- ألبرشت فون فالنشتاين (1583-1634).
- غوتفريد هاينريش (1594-1632).
- يوهان شريك (1576–1630).
- فولفجانج كارل بريجل (1626–1712).
- يوهان باتشيلبيل (1653–1706).
- ديفيد كاسباري (1648-1702).

حصل الموسوعس غوتفريد لايبنتس (1646–1716) ، الذي ربما يكون الأكثر شهرة في اكتشاف حساب التفاضل والتكامل ، على الدكتوراه من جامعة ألتدورف عن أطروحة التأهيل في الفلسفة عن فن التوليفات.

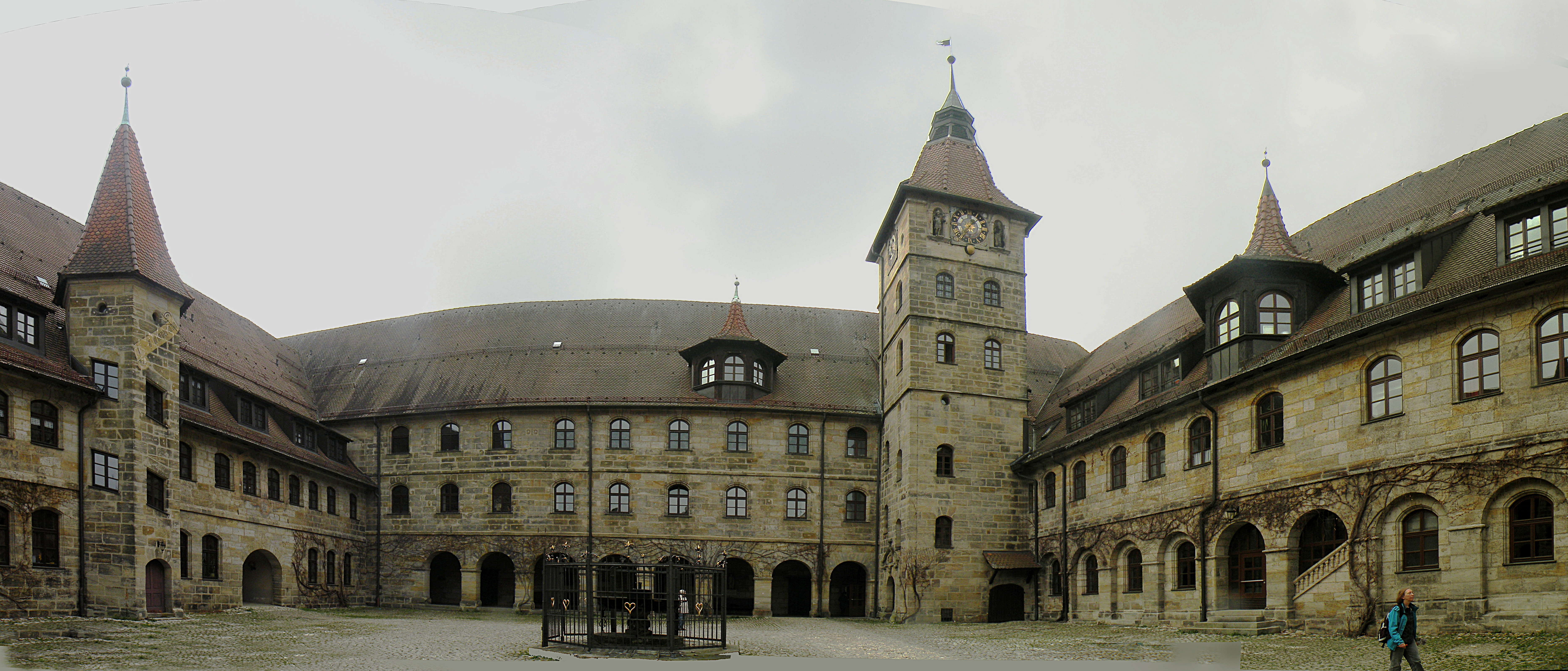
مبنى الجامعة عام 2014 (التينهايم)